# Путевой очерк
Путево́й очерк (также травело́г, англ. travelogue от travel — «путешествие», по образцу monologue — «монолог») — очерк, в основе которого лежит описание каких-либо событий, происшествий, встреч с людьми, которые происходят во время путешествия автора, художественно оформленный путевой дневник.
Путевой очерк — жанр художественной публицистики, разновидность очерка. Ведущие типы речи в путевых заметках — повествование или описание, сопровождаемые, как правило, рассуждением. Предметом изображения является уклад жизни, нравы, обычаи. Всё это служит поводом для авторского размышления, обобщения, постановки проблемы. В зачине путевых заметок обозначено время и место действия, центральная часть строится на чередовании фрагментов, в заключительной части автор может делать соответствующие теме выводы.

## История жанра путевого очерка
Путевые очерки — очень древний жанр. Наиболее ранними путевыми записками можно считать некоторые главы «Истории» Геродота о его путешествии в Персию, Египет и в Вавилон в V веке до нашей эры и «Анабасис» Ксенофонта. Но путешественники долго не осознавали литературный аспект путешествия; их путевые очерки были дневником учёного, отчётом дипломата или миссионера. Лишь в середине XVII века путевые очерки стали именно литературным жанром. Их авторы осознали преимущества литературного воздействия, соединяя заботу о стиле с композицией повествования. В XIX веке появились писатели-путешественники, которые совершали путешествия именно для того, чтобы литературно описать их. Так поступали Франсуа Рене де Шатобриан, Шарь Нодье, Жерар де Нерваль, Эжен Фромантен, Пьер Лоти, Теофиль Готье, Редьярд Киплинг.

### История жанра путевого очерка в России
«Хожение за три моря» Афанасия Никитина (1466—1472), где автор в жанре путевых заметок описывает своё путешествие в Индию, было первым «хожением» в русской литературе не религиозной тематики. Путевые заметки Афанасия Никитина рассказывали о политическом строе, торговле, сельском хозяйстве, обычаях и традициях Индии. Также автор рассказал о посещённых им Кавказе, Крыме и Персии.
А. Н. Радищев в 1790 году опубликовал публицистическую книгу «Путешествие из Петербурга в Москву» в форме путевых заметок. Идея подобного построения произведения была заимствована автором у английского писателя Лоренса Стерна из его книги «Сентиментальное путешествие по Франции и Италии» (1768).
К произведениям, созданным в жанре путевых заметок или очерков, можно также отнести «Путешествие в Арзрум во время похода 1829 года» (1830) А. С. Пушкина, а также такие более поздние произведения, как «Фрегат „Паллада“» (1858) И. А. Гончарова, «Остров Сахалин» (1895) А. П. Чехова, «Одноэтажная Америка» (1937) И. А. Ильфа и Е. П. Петрова и другие.

## Вопрос о статусе путевых заметок в интернет-среде
Относительно особого статуса интернет-заметок у лингвистов нет единого мнения: одни авторы склоняются к тому, что в случае интернет-общения речь идет о трансформации исконно литературного жанра путевых заметок, поскольку цели и задачи такой формы общения остаются теми же, что и во время непосредственного общения, основные характеристики жанра — лингвистическое выражение и цель использования жанра — сохраняются.
Другие авторы относят современные трэвел-заметки к жанру исконно сетевых, то есть порожденных самим использованием языка в сети и заимствованных интернетом из других сфер общения.

## Актуальные тенденции жанра путевых заметок, сложившиеся в глобальной инфосреде
Во-первых, это отношение путевых заметок к софт-медиа, то есть преобладание в материале досуговой, развлекательной информации, не теряющей своей актуальности некоторое время. Софт-медиа характеризуются также своим литературным повествованием, детальностью, наличием бэкграунда.
Во-вторых, наличие в трэвел-материалах элементов инфотейнмента. Его положительное влияние выражается в интерактивности, доступности информации для любой аудитории, в оригинальной подаче медиапродукта, а также в релаксационной функции.
В-третьих, в инофсреде все большую роль играет персонализация журналистики, то есть возможность получать читателю качественную информацию, в которой он заинтересован ввиду своего образа жизни и интересов. В связи с этим появляются новые требования к трэвел-текстам путевых заметок: выражение мыслей автора, экспрессивность материала наравне с его документальностью и объективностью.

## Известные очеркисты и их очерки
- А. Н. Радищев, «Путешествие из Петербурга в Москву»;
- А. С. Пушкин, «Путешествие в Арзрум»;
- И. А. Гончаров, «Фрегат „Паллада“»;
- А. П. Чехов, «Остров Сахалин»;
- И. Ильф, Е. Петров, «Одноэтажная Америка»;
- И. Эренбург, сборник очерков «Белый уголь, или Слезы Вертера»;
- В. К. Арсеньев, «По Уссурийскому краю», «Дерсу Узала»;
- В. Вулф, «Путевые заметки»;
- Франсуа Рене де Шатобриан, «Воспоминания об Италии, Англии и Америке»;
- Камило Хосе Села, книги очерков «Путешествие в Алькарию» и «Новое путешествие в Алькарию».

## Травелог в изобразительном искусстве
Особенно большое развитие травелог в изобразительном искусстве получил в Англии в связи с увлечением путешествиями в XVII—XVIII веках.